# إسكندر نجار
إسكندر نجار (5 فبراير 1967 -) هو محامي وكاتب وروائي وشاعر وناقد أدبي لبناني يكتب باللغة الفرنسية. يعرف بغزارة إنتاجه الأدبي وتنوعه إذ كتب عدة روايات وقصص وكُتب في أدب المقالة ودواوين شعرية وسيَر. أعاد في 2006 إصدار ملحق لوريون الأدبي وهو ملحق أدبي تصدره جريدة لوريون لوجور كل شهر وأسس معرض الكتاب الفرنكوفوني في بيروت. ونال عدة جوائز من أهمها وسام الفنون والآداب من رتبة ضابط.

## النشأة والمسيرة
ولد في بيروت وأنهى تعليمه الثانوي في مدرسة سيدة الجمهور بعدها قام بدراسة القانون في جامعة باريس 2 وهناك تخصص بالقانون البنكي والمالي، هو مؤلف لأكثر من 30 كتاب بالإضافة إلى الشعر. هو أيضا كاتب عمود وناقد أدبي في ملجق لوريون الأدبي. يعيش في بيروت وأيضا في باريس. حصل على جائزة المتوسط (Prix Méditerranée) عن كتابه فينيسيا (Phenicia) بالإضافة إلى حصوله على جائزة هيرفي دولوين (Hervé Deluen) من الأكاديمية الفرنسية، والعديد من الجوائز اللبنانية والعالمية.

## الجوائز
نال عدة جوائز من بينها:
- جائزة سعيد عقل
- جائزة حنا واكيم للرواية
- جائزة المطران إغناطيوس مارون
- جائزة آسيا للآداب
- جائزة البحر الابيض المتوسط
- جائزة من الأكاديمية الفرنسية

## مؤلفات
- 1989: ماذا تحلم التماثيل؟، دار «أنطولوجي» (شعر) (بالفرنسية)
- 1989: عار الناجين، دار «نعمان» (قصص) (بالفرنسية)
- 1993: نسور جانحة، دار «بيبليسيد» (قصص) (بالفرنسية)
- 1993: استدامة الأدب اللبناني بالفرنسية، دار «أنطولوجي» (مقالة) (بالفرنسية)
- 1995: المنفيون القوقازيين، دار غراساي (رواية) (بالفرنسية)
- 1997: الفلكي، دار غراساي (رواية) (بالفرنسية)
- 1999: مدرسة الحرب، دار «بالان» (رواية) (بالفرنسية)
- 2000: أثينا، دار «غراساي» (رواية) (بالفرنسية) (حول حرب الاستقلال اليونانية)
- 2000: خيام، دار النهار (شعر) (بالفرنسية)
- 2001: وكيل الامبراطورية، إرنست بينار (1822 - 1909)، دار «بالان» (سيرة) (بالفرنسية) (اُعيد نشرها باسم «رقيب بودلير» من قبل دار «تابل روند» في 2010)
- 2001: الضفدع، (مسرحية) (بالفرنسية) (عرضت في مسرح مونو في 1999)
- 2002: الليدي فيروس، دار «بالان» (إثارة) (بالفرنسية)
- 2002: جبران خليل جبران، مؤلف النبي، دار «بيغماليون» (سيرة) (بالفرنسية)
- 2002: نحو الشرق المعقد (1929 - 1931) (بالفرنسية)
- 2004: من الحرب إلى الاستقلال (1941 - 1943) (بالفرنسية)
- 2004: ديغول ولبنان، (في جزأين)، دار «تير دي ليبان» (مقالة) (بالفرنسية)
- 2004: الفارس، زو داكسا (1864 - 1930)، دار «بالان» (بالفرنسية)
- 2005: رواية بيروت، دار «بلون» (رواية) (بالفرنسية)
- 2005: يوحنا المعمدان، دار «بيغماليون» (سيرة) (بالفرنسية)
- 2005: شغف القراءة، مكتبة أنطوان (تكريم للكتب وللقراءة) (بالفرنسية)
- 2006: أوراق جبرانية، دار النهار (بالعربية)
- 2006: صمت التينور، دار «بلون» (بالفرنسية)
- 2008: فينيقيا، دار «بلون» (رواية) (بالفرنسية)
- 2008: حب دون نهاية، دار ضرغام (شعر) (بالفرنسية)
- 2008: من أجل الفرونكوفونية، دار النهار (مقالة) (بالفرنسية)
- 2010: برلين 36، دار «بلون» (رواية) (بالفرنسية)
- 2010: الفتى المتمرد ميشال زكور (1896- 1937)، منشورات لوريون لوجور (سيرة) (بالفرنسية)
- 2011: طعم الخلود، دار ضرغام (شعر) (بالفرنسية)
- 2011: على خطى جبران، دار ضرغام (مقالة) (بالفرنسية)
- 2011: تشريح طاغية، دار آكت سيد / دار «شرق الكتاب» (سيرة) (بالفرنسية)
- 2011: قاديشيا، دار «بلون» (رواية) (بالفرنسية)
- 2012: إنسان الرعاية الإلاهية، أبونا يعقوب، دار «شرق الكتب» (سيرة) (بالفرنسية)
- 2013: ملائكة ميلزغوردن، دار غاليمار (قصة حول رحلته إلى السويد) (بالفرنسية)
- 2013: جبران، دار شرق الكتاب (بالفرنسية)
- 2014: قاموس لبنان، دار «بلون» (بالفرنسية)
- 2016: ست أغاني حول الحب، دار «شرق الكتاب» (ألفهم موسيقيا «نيكولا شافرو») (بالفرنسية)
- 2017: ميموزا، دار «لاي إيسكال» (قصة) (بالفرنسية)
- 2018: هاري وفرانز، دار «بلون» (رواية) (بالفرنسية)
- 2020: تاج الشيطان، دار «بلون» (رواية) (بالفرنسية)
- 2020: اعترافات بيتهوفن، دار «شرق الكتاب»، بيروت (بالفرنسية)
- 2020: الحب لا يخضع للأوامر، (حكاية حول "صامويل بيكيت")، دار شرق الكتاب، بيروت  (بالفرنسية)
- 2020: رواية بيروت، دار «لا طابل روند» (رواية) (بالفرنسية)
- 2021: متلازمة بيروت، دار «بلون» (بالفرنسية)

مؤلفات قانونية
- 1998: إدارة الشركة اللبنانية المحدودة

### مؤلفاته المترجمة بالعربية
- 1999: الفلكي، دار النهار (رواية)
- 2002: مدرسة الحرب، دار المسار (تعريب: بسام حجار) (رواية)
- 2006: جبران خليل جبران، دار النهار
- 2008: قاموس جبران خليل جبران، دار الساقي
- 2010: الفتى المتمرد ميشال زكور (1896- 1937)، مركز التراث اللبناني - الجامعة اللبنانية الأمريكية، بيروت (تعريب: أنجليك بعينو / تقديم: هنري زغيب) (سيرة)
- 2010: دروب الهجرة: من بلاد الشركس والشيشان إلى الشرق الأوسط، تعريب: بسام حجار، دار النهار (رواية)
- 2010: رواية بيروت، دار الساقي (رواية)
- 2012: قاديشا، تعريب: ماري القصيفي، دار سائر المشرق (رواية)
- 2012: حصار صور، دار الساقي (رواية)
- 2014: برلين 36، دار الساقي (رواية)
- 2018: قاموس لبنان، دار الساقي (تعريب: ماريا الدويهي وجان هاشم / مراجعة: جبور الدويهي)
- 2018: ميموزا، دار سائر المشرق (رواية)
- 2021: اعترافات بيتهوفن، تعريب: هنري زغيب، دار سائر المشرق
- 2022: الأصيل والدخيل؛ حوار بين جيلين حول الثورة الرقمية والذكاء الإصطناعي وتداعياتهما على مجتمعاتنا الإنسانية، ترجمة: إيلي بو حرب، دار سائر المشرق (بالاشتراك مع: راي نجار)
- نسور جانحة وقصص أخرى

### أفلام
- جبران، 2009 (تأليف)

## وصلات خارجية
- الموقع الرسمي (بالفرنسية)

- http://www.alhayat.com/Details/420070
- http://m.assafir.com/content/1388975466072002100/Special
- http://www.langue-arabe.fr/spip.php?article1400
- http://kadmous.org/wp/tag/alexander/
- http://www.sahafi.jo/arc/art1.php?id=e2cfd459fcd73cda794197f6099348219704b8fe